# Georges Méric de Bellefon
Pour les articles homonymes, voir Méric et Bellefon.
Georges Raoul Marie Alix Méric de Bellefon (2 octobre 1927 - 1er février 1954) est un officier français d'artillerie, lieutenant, qui a servi durant la Guerre de Corée puis en Indochine. Il est mort des suites de blessures reçues au combat, le 1er février 1954, à Kon Hayol, dans le Sud Annam.

## Biographie
Né dans une ancienne famille de tradition militaire  originaire du Quercy, fils du général Henri-Roger-Marie Méric de Bellefon (sl) (1888–1960), commandant l'École de cavalerie de Saumur (1940-1944), et d' Éliane de Vauzelles, Georges Méric de Bellefon prépare les écoles militaires au Prytanée national militaire et entre à Saint-Cyr (Promotion Général Frère, 1948-1950) . À sa sortie de l'École, il est affecté au  68e Régiment d'Artillerie d'Afrique, basé a Sarrelouis dans le cadre des Forces françaises en Allemagne.

### En Corée puis en Indochine
Volontaire pour la Corée, il débarque à Yokohama le 26 décembre 1951 avec le Détachement de renfort No 6 (DR 6) et rejoint le Bataillon français de l'ONU, commandé par le lieutenant-colonel Borreil  qui vient de remplacer le général Monclar . Lieutenant, il commande une section de mortier de 81 .
Après l'armistice qui mit fin à la guerre de Corée (27 juillet 1953), il se porte volontaire pour l'Indochine et embarque pour Saïgon avec son bataillon sur le USS General W. M. Black (23 octobre 1953). 
En Indochine, il sert comme lieutenant au 2e bataillon du régiment de Corée qui forme l'ossature du Groupement Mobile 100 (GM 100) dont la mission était alors « d’assurer le contrôle des Hauts Plateaux dans les secteurs de Kontum, Pleiku et Ankhé » .
Le 1er février 1954, au cours d'une embuscade menée par les forces Viet-Minh à dix kilomètres de Kon Tum, Méric de Bellefon  est mortellement blessé à la tête de sa section qui comptera six tués et treize blessés . Il avait vingt-sept ans .

### Citation à l'ordre de l’armée
Nommé chevalier de la Légion d'honneur, le lieutenant Méric de Bellefon sera honoré par la citation à l'ordre de l'Armée suivante : « Officier d'élite qui s'était déjà distingué au cours des combats menés en Corée par le Bataillon Français de l'O.N.U. À son arrivée en Indochine, a pris le commandement d'une section de fusiliers-voltigeurs de l'ancien Commando Bergerol   et participe aux opérations menées par son unité depuis décembre 1953. Le 1er février 1954 à Kon Hayol (plateaux montagnards), s'est trouvé engagé dans une forte embuscade tendue par deux compagnies rebelles alors que sa section éclairait la marche de sa compagnie. Réagissant immédiatement, a entraîné audacieusement sa section à l'assaut, attaquant personnellement à la grenade un fusil-mitrailleur adverse qui paralysait toute manœuvre. Grièvement blessé par une rafale, s'est traîné jusqu'au poste radio pour renseigner les unités voisines. Par son attitude héroïque et son exemple a galvanisé ses hommes, renversé la situation et permis d'infliger un échec cuisant à l'adversaire qui a abandonné sur le terrain 6 cadavres entre nos mains, et emportant de nombreux tués et blessés. A ainsi permis l'identification d'une importante unité rebelle jusque-là mal localisée » .
Georges Méric de Bellefon est parrain de la promotion 2016-2018 des élèves des classes préparatoires du Prytanée national militaire de La Flèche.

### Décorations
- Chevalier de la Légion d'honneur pour prendre rang du 1er février 1954 par décret du 29 avril 1954
- Croix de guerre des T.O.E., deux citations

## Documents et références
- Mémorial des Morts pour la France de l’École spéciale militaire de Saint-Cyr - Georges Méric de Bellefon et Antoine Henri Jean Méric de Bellefon
- Association Nationale des Anciens et Amis des Forces Françaises de l'ONU, du Bataillon et Régiment de Corée, Lieutenant Georges Méric de Bellefon
- Exposition sur le bataillon français de l’ONU en Corée, Ambassade de France à Séoul, Janvier - février 2017
- Constance Lemans - Le Bataillon français de l’ONU (BF/ONU) en Corée 1950-1953 - Archives ECPAD